# Venezuela ai Giochi della XXIII Olimpiade
Il Venezuela partecipò ai Giochi della XXIII Olimpiade, svoltisi a Los Angeles, Stati Uniti, dal 28 luglio al 12 agosto 1984, con una delegazione di 26 atleti impegnati in dieci discipline.

## Medaglie
| Medaglia | Atleta            | Sport    | Evento                  |
| -------- | ----------------- | -------- | ----------------------- |
| Bronzo   | Marcelino Bolívar | Pugilato | Pesi mosca leggeri      |
| Bronzo   | Omar Catarí       | Pugilato | Pesi piuma              |
| Bronzo   | Rafael Vidal      | Nuoto    | 200 m farfalla maschili |